# Chuoni FC
El Chuoni Football Club es un equipo de fútbol de Zanzíbar que milita en la Primera División de Zanzíbar, la liga de fútbol más importante del país.

## Historia
Fue fundado en el año 1984 en la ciudad de Unguja y es uno de varios equipos de la ciudad como el KMKM, Miembeni y Mafunzo FC entre otros, los cuales saben lo que es ser campeón de la Primera División de Zanzíbar, excepto el Chuoni FC, quien no sabe aún lo que es ser campeón nacional.
Históricamente han sido un equipo de nivel medio hacia abajo, principalmente jugando entre la segunda y tercera división de Zanzíbar, hasta que en la temporada 2012/13 tuvieron su mejor temporada, en la que no ganaron títulos, pero consiguieron el subcampeonato de liga y llegaron a la final de la Primera División de Zanzíbar, en la cual fueron derrotados por el KMKM, equipo que ganó ambos títulos.
En vista de que en KMKM clasificó para la Liga de Campeones de la CAF 2014, el Chuoni FC ganó el derecho de jugar la Copa Confederación de la CAF 2014, su primer torneo continental, en el cual fueron eliminados en la ronda preliminar por el How Mine FC de Zimbabue.

## Palmarés
- Primera División de Zanzíbar: 0
  - Finalista: 1

2012/13

## Participación en competiciones de la CAF
| Temporada | Torneo                       | Ronda      | Club        | Casa | Visita | Global |
| --------- | ---------------------------- | ---------- | ----------- | ---- | ------ | ------ |
| 2014      | Copa Confederación de la CAF | Preliminar | How Mine FC | 1-2  | 0-4    | 1-6    |